# Taunton Deane
Pour les articles homonymes, voir Taunton (homonymie).
Taunton Deane est un ancien district non métropolitain et borough du Somerset, en Angleterre. Son chef-lieu est Taunton.
En 2019, il fusionne avec le district voisin de West Somerset pour former le district de Somerset West and Taunton.